# Ung thư biểu mô tuyến bã
Ung thư biểu mô tuyến bã, còn được gọi là bã nhờn tuyến ung thư biểu mô (SGC), ung thư biểu mô tế bào bã nhờn, và ung thư biểu mô tuyến mebomian là một khối u ác tính ở da phổ biến.  Hầu hết thường là các u khoảng 10 mm kích thước tại chỗ. Khối u này được cho là phát sinh từ các tuyến bã nhờn trên da và do đó, có thể bắt nguồn từ bất cứ nơi nào trong cơ thể nơi các tuyến này được tìm thấy.  Ung thư biểu mô tuyến bã có thể được chia thành hai loại: mắt và ngoại bào.  Bởi vì khu vực quanh mắt rất phong phú về loại tuyến này, khu vực này là một trang web phổ biến về nguồn gốc.  Nguyên nhân của những tổn thương này là, trong phần lớn các trường hợp, không rõ.  Các trường hợp thỉnh thoảng có thể liên quan đến hội chứng Muir-Torre.  Do sự hiếm gặp của khối u này và sự thay đổi trong biểu hiện lâm sàng và mô học, SGc thường bị chẩn đoán nhầm là tình trạng viêm hoặc một loại khối u phổ biến hơn.
Hiện tại SGc mắt thường được điều trị bằng phẫu thuật cắt bỏ rộng hoặc phẫu thuật vi mô Moh.
Loại ung thư này thường có tiên lượng xấu vì tỷ lệ di căn cao.

## Trình bày
Ung thư biểu mô tuyến bã là một loại ung thư da của tuyến bã nhờn.  Nó chủ yếu được nhìn thấy ở vùng đầu và cổ, chiếm 25% tất cả các tổn thương được báo cáo ở khu vực này.  Vùng quanh mắt, bao gồm tuyến mebomian, caruncle, tuyến Zeis và lông mày, là một trong những vị trí phổ biến nhất trong đó SC được quan sát.  Tuyến mebomian là một loại tuyến bã nhờn trên mí mắt trên và dưới, và không chứa một nang.  Các tuyến của Zeis chứa lông mi cá nhân.  Mí mắt trên chứa nhiều tuyến mebomian hơn mí dưới và do đó, SGc phổ biến gấp 2-3 lần ở mí mắt trên.
Bệnh nhân được chẩn đoán mắc SGc thường gặp nhất với một nốt dưới da không đau.  Các bài thuyết trình khác bao gồm một khối không đều, tổn thương cắt bỏ hoặc dày da lan tỏa.  SGc ở vùng quanh mắt biểu hiện dưới dạng một sẩn không đau phát triển nhanh, màu hồng hoặc màu vàng.